# 大中華飯店

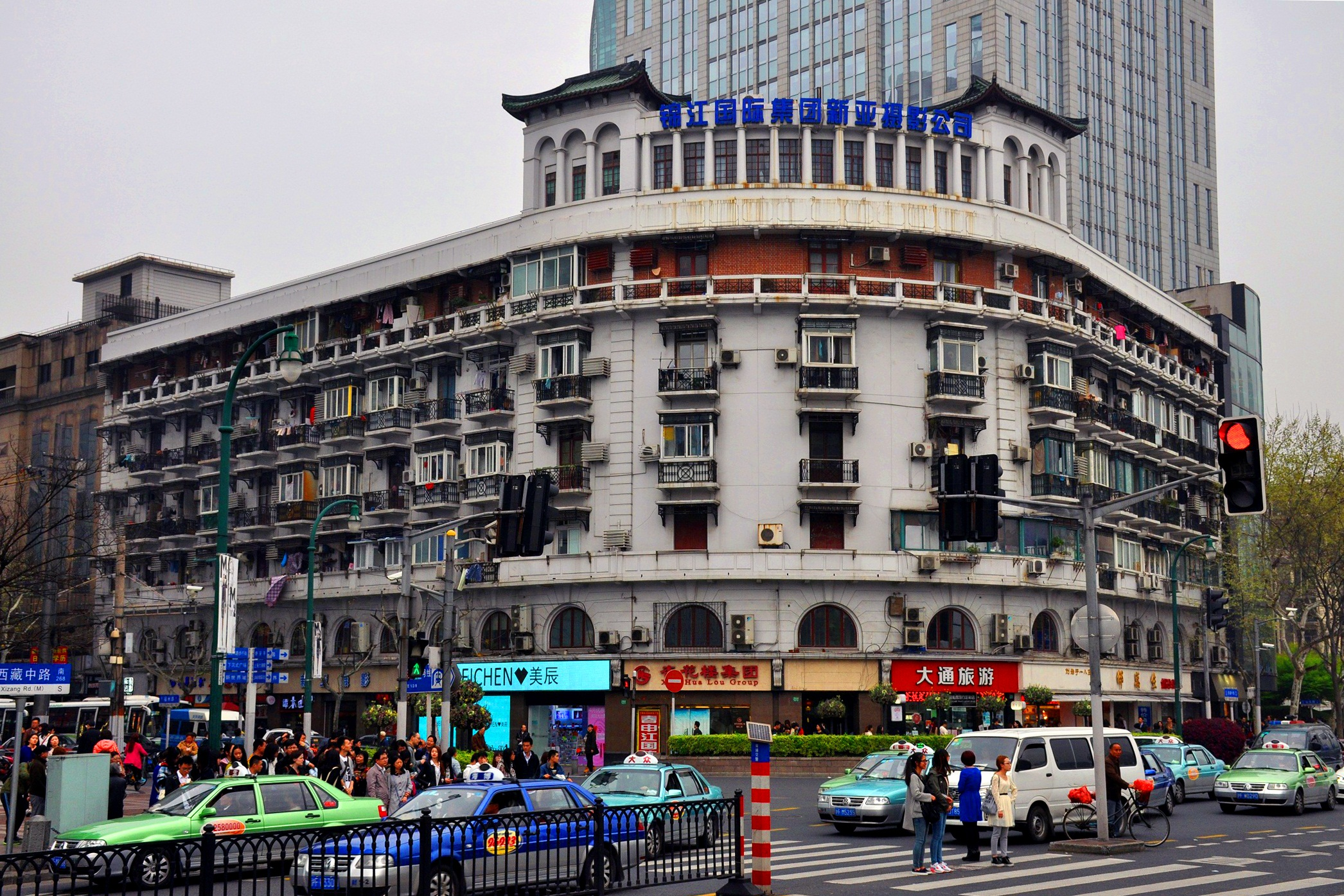

大中華飯店，是民國時期上海的旅館，位於黃浦區西藏中路200號。這家飯店開幕於1927年。 出資者是許沅。 現在建築物作為普通民宅使用。